# Laurie Allan
Laurie Allan, né à Londres le 19 février 1943, est un batteur anglais, connu surtout pour ses participations dans des groupes d'avant-garde des années 1970. Il faisait notamment partie du groupe Gong au moment de l'enregistrement de l'album Flying Teapot. Il a aussi joué avec Robert Wyatt et contribué aux travaux de nombreux artistes de la scène underground de l'époque, comme Bob Downes.